# Río Tayaco
Río Tayaco är ett vattendrag i Honduras.   Det ligger i departementet Departamento de Olancho, i den centrala delen av landet, 210 km nordost om huvudstaden Tegucigalpa.